# Martinius Stenshorne
Martinius Stenshorne (Hokksund, 22 febbraio 2006) è un pilota automobilistico norvegese, nel 2023 è diventato vice-campione della Formula Regional Europea.
Suo padre, Martin, è stato un pilota automobilistico, negli anni novanta ha corso nella Barber Pro Series.

## Carriera

### Kart e Formula 4
Stenshorne ha iniziato a correre in kart da giovanissimo, prima in patria e poi girando per tutta l'Europa. Nel 2018 ha raggiunto grandi risultati vincendo il Campionato Italiano Karting e in seguito la WSK Super Master Series nella classe 60 Mini.
Nel 2022 passa alle corse in monoposto correndo nella Formula 4 degli Emirati Arabi Uniti con il team 3Y by R-ace GP. Nella serie asiatica conquista un secondo posto a Dubai come miglior risultato, chiudendo a fine stagione al decimo posto in classifica. Nel resto del anno si unisce al team Van Amersfoort Racing partecipando alla Formula 4 italiana e a quella tedesca. Inoltre, con il team Monlau Motorsport prende parte a tre round della Formula 4 spagnola. Nella serie italiana ottiene dei buoni risultati tra cui due terzi posti, chiudendo settimo in classifica piloti.

### Formula Regional
Nel inverno del 2023 si unisce al team R-ace GP partecipando ad alcuni round della Formula Regional Middle East. Nel resto del anno sempre con il team francese corre full time nella Formula Regional Europea. Stenshorne ottiene la sua prima vittoria nella gara d'esordio ad Imola davanti ad Andrea Kimi Antonelli. Al Hungaroring riesce a ottenere una doppia vittoria, la prima davanti a Kas Haverkort e la seconda davanti a Lorenzo Fluxá, mentre al Mugello raggiunge la sua quarta vittoria nella serie davanti ad Antonelli. Nel resto della stagione ottiene altri cinque podi tra cui la vittoria nel ultimo round a Hockenheimring davanti a Tim Tramnitz, suo compagno di team. Stenshorne chiude la stagione da vice campione dietro ad Andrea Kimi Antonelli, risultato il miglior Rookie della serie. Nel inverno del 2024 partecipa alla Formula Regional Middle East sempre con il team R-ace GP.

### Formula 3

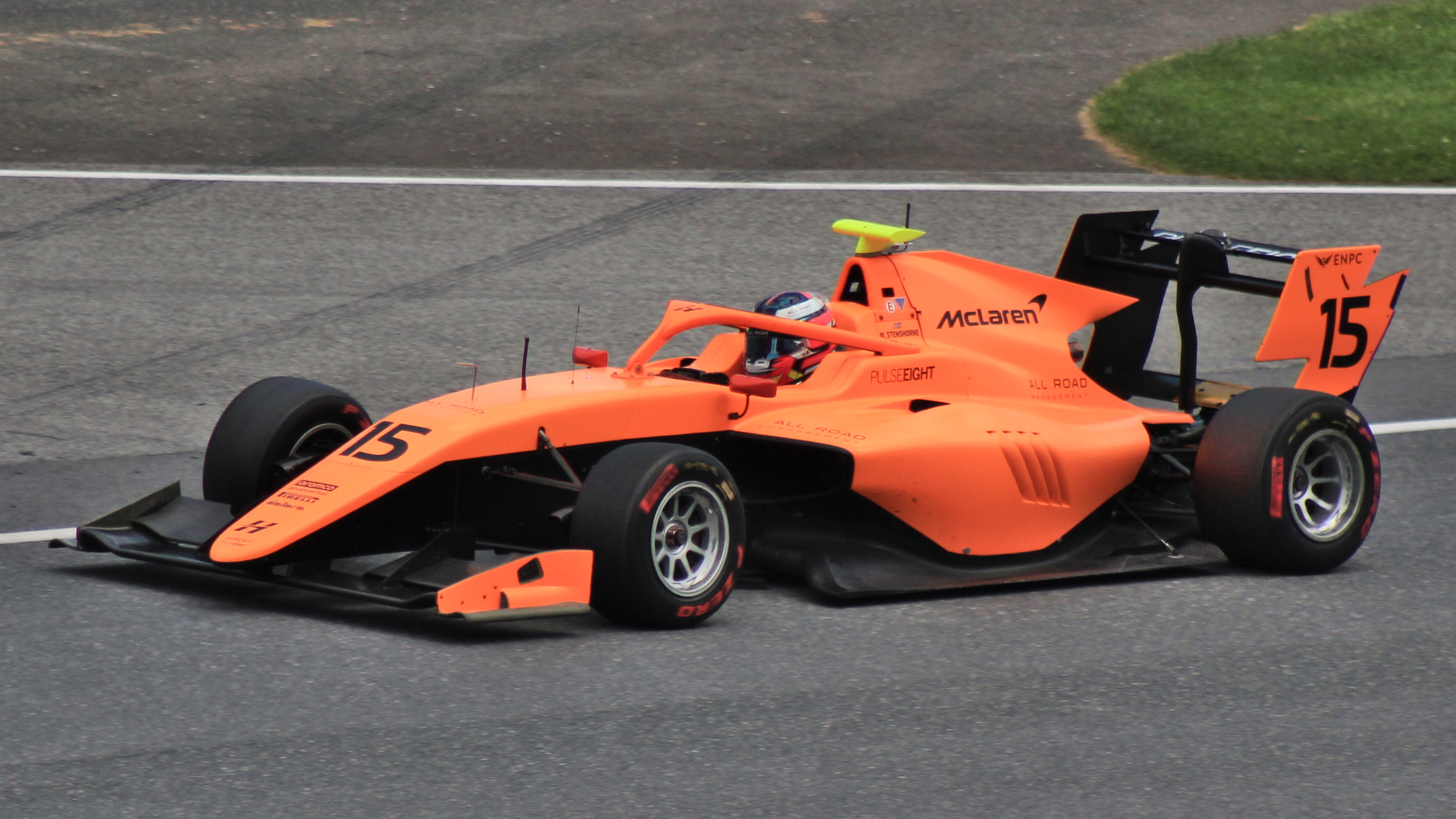
Martinius Stenshorne alla guida della Dallara F3 nel 2024

Nel autunno del 2023 partecipa ai test post-stagionali della Formula 3 con il team Hitech Pulse-Eight. Il team inglese ha poi annunciato Stenshorne, insieme a Cian Shields e Luke Browning, nella sua line-up per la stagione 2024 della Formula 3. Nella gara uno di Melbourne Stenshorne ottiene la sua prima vittoria nella seria davanti a Arvid Lindblad. In seguito ottiene un altro podio arrivando secondo nella prima corsa di Spielberg dietro Nikola Tsolov. Per colpa di un cavillo del regolamento è costretto a saltare il round di Silverstone dove viene sostituito da James Wharton. Chiude la sua prima stagione in Formula 3 al diciottesimo posto con 38 punti guadagnati.
Per la stagione 2025 rimane in Formula 3 venendo confermato dalla Hitech.

### Formula 1
Nel maggio del 2024, insieme a Alex Dunne entra nella McLaren Young Driver Programme.

## Risultati

### Riassunto della carriera
| Stagione | Serie                               | Team                  | Gare | Vittorie | Pole | Gpv | Podi | Punti | Pos. |
| -------- | ----------------------------------- | --------------------- | ---- | -------- | ---- | --- | ---- | ----- | ---- |
| 2022     | Formula 4 degli Emirati Arabi Uniti | 3Y by R-ace GP        | 19   | 0        | 0    | 0   | 1    | 72    | 10º  |
| 2022     | Formula 4 italiana                  | Van Amersfoort Racing | 20   | 0        | 0    | 0   | 2    | 122   | 7º   |
| 2022     | Formula 4 ADAC                      | Van Amersfoort Racing | 6    | 0        | 0    | 0   | 0    | 0     | NC†  |
| 2022     | Formula 4 spagnola                  | Monlau Motorsport     | 3    | 0        | 0    | 0   | 0    | 22    | 17º  |
| 2023     | Formula Regional Middle East        | R-ace GP              | 9    | 0        | 0    | 0   | 0    | 20    | 18º  |
| 2023     | Formula Regional Europea            | R-ace GP              | 20   | 5        | 3    | 3   | 11   | 261   | 2º   |
| 2024     | Formula 3                           | Hitech Pulse-Eight    | 18   | 1        | 0    | 0   | 2    | 38    | 18°  |
| 2024     | Campionato GB3                      | Chris Dittmann Racing | 2    | 0        | 0    | 0   | 0    | 19    | 27°  |
| 2025     | Formula 3                           | Hitech TGR            | 15   | 2        | 0    | 3   | 4    | 80*   |      |

† Pilota ospite, non idoneo ai punti.
* Stagione in corso.

### Risultati Formula Regional Middle East
(legenda) (Le gare in grassetto indicano la pole position) (Le gare in corsivo indicano Gpv)
| Stagione | Squadra  | 1   | 2   | 3   | 4   | 5   | 6   | 7   | 8   | 9   | 10  | 11  | 12  | 13  | 14  | 15  | Punti | Pos. |
| -------- | -------- | --- | --- | --- | --- | --- | --- | --- | --- | --- | --- | --- | --- | --- | --- | --- | ----- | ---- |
| 2023     | R-ace GP | DUB | DUB | DUB | KMT | KMT | KMT | KMT | KMT | KMT | DUB | DUB | DUB | ABU | ABU | ABU | 20    | 18º  |
| 2023     | R-ace GP |     |     |     |     |     |     | 13  | 11  | 8   | 15  | 9   | 21  | 11  | 8   | 6   | 20    | 18º  |
| 2024     | R-ace GP | ABU | ABU | ABU | ABU | ABU | ABU | DUB | DUB | DUB | ABU | ABU | ABU | ABU | ABU | ABU | 100   | 8º   |
| 2024     | R-ace GP | 3   | 3   | 2   | 2   | 5   | 4   | 5   | 9   | 19  |     |     |     |     |     |     | 100   | 8º   |

### Risultati in Formula Regional europea
(legenda) (Le gare in grassetto indicano la pole position) (Le gare in corsivo indicano Gpv)
| Stagione | Team     | 1   | 2   | 3   | 4   | 5   | 6   | 7   | 8   | 9   | 10  | 11  | 12  | 13  | 14  | 15  | 16  | 17  | 18  | 19  | 20  | Punti | Pos. |
| -------- | -------- | --- | --- | --- | --- | --- | --- | --- | --- | --- | --- | --- | --- | --- | --- | --- | --- | --- | --- | --- | --- | ----- | ---- |
| 2023     | R-ace GP | IMO | IMO | CAT | CAT | HUN | HUN | SPA | SPA | MUG | MUG | LEC | LEC | RBR | RBR | MNZ | MNZ | ZAN | ZAN | HOC | HOC | 261   | 2º   |
| 2023     | R-ace GP | 1   | 2   | 7   | 12  | 1   | 1   | 3   | 17  | 1   | 3   | 3   | 4   | 18  | 17  | 3   | Rit | 4   | 6   | 2   | 1   | 261   | 2º   |

### Risultati in Formula 3
(legenda) (Le gare in grassetto indicano la pole position) (Le gare in corsivo indicano Gpv)
| Anno | Team               | 1   | 2   | 3   | 4   | 5   | 6   | 7   | 8   | 9   | 10  | 11  | 12  | 13  | 14  | 15  | 16  | 17  | 18  | 19  | 20  | Punti | Pos. |
| ---- | ------------------ | --- | --- | --- | --- | --- | --- | --- | --- | --- | --- | --- | --- | --- | --- | --- | --- | --- | --- | --- | --- | ----- | ---- |
| 2024 | Hitech Pulse-Eight | SAK | SAK | MEL | MEL | IMO | IMO | MON | MON | CAT | CAT | RBR | RBR | SIL | SIL | HUN | HUN | SPA | SPA | MNZ | MNZ | 38    | 18º  |
| 2024 | Hitech Pulse-Eight | 11  | 14  | 1   | 26  | 22  | 14  | 16  | 26  | 4   | 27  | 2   | 12  |     |     | 13  | 13  | 18  | Rit | 10  | 5   | 38    | 18º  |
| 2025 | Hitech TGR         | AUS | AUS | SAK | SAK | IMO | IMO | MON | MON | CAT | CAT | RBR | RBR | SIL | SIL | SPA | SPA | HUN | HUN | MNZ | MNZ | 80*   |      |
| 2025 | Hitech TGR         | 2   | 8   | 5   | 18  | 13  | 11  | 1   | 8   | Rit | 9   | 7   | 1   | 2   | 17  | 7   | C   |     |     |     |     | 80*   |      |